# Lukáčovce
Lukáčovce (bis 1927 slowakisch „Lukačovce“; ungarisch Lakács – bis 1873 Lakácsi) ist eine Gemeinde in der Slowakei zwischen den Städten Hlohovec und Nitra.

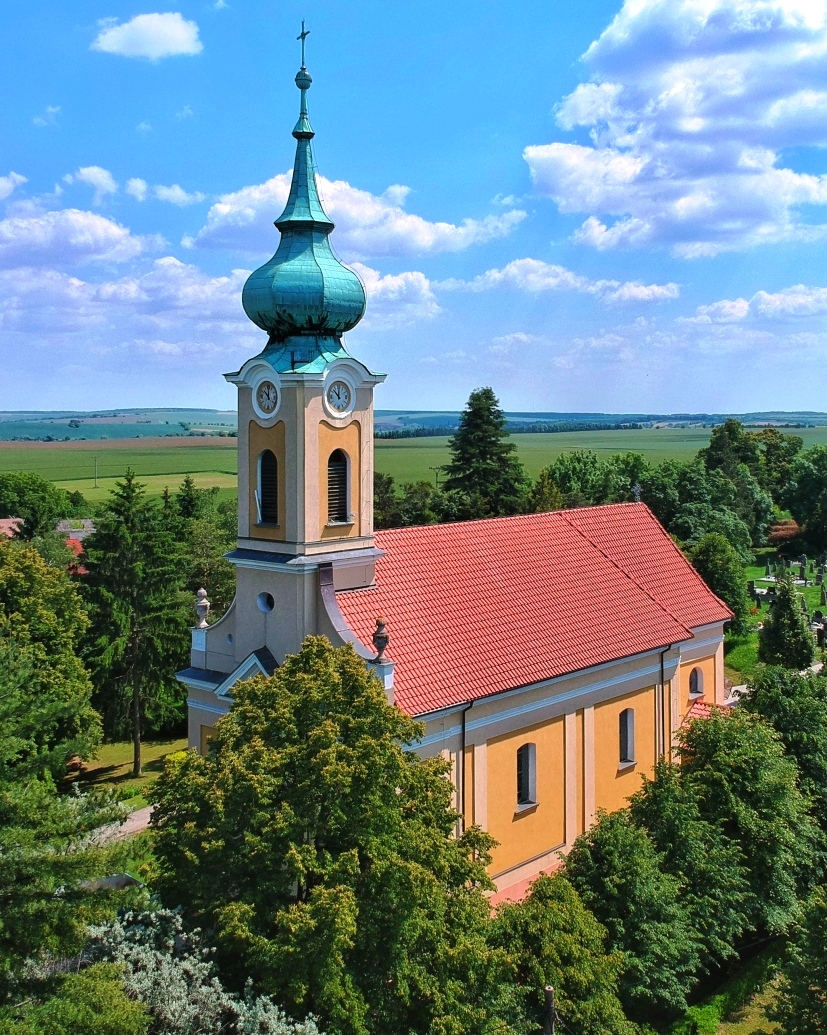
Kirche im Ort

Der Ort wurde 1264 zum ersten Mal schriftlich als Lakach erwähnt, erwähnenswert im Ort sind das Kastell aus dem 15. Jahrhundert (im 17. Jahrhundert umgebaut) sowie die Kirche vom Ende des 18. Jahrhunderts.

## Bevölkerung
| Jahr                | 1994 | 2004    | 2014    | 2024    |
| ------------------- | ---- | ------- | ------- | ------- |
| Anzahl der Personen | 1037 | 1084    | 1142    | 1168    |
| Unterschied         |      | +4,53 % | +5,35 % | +2,27 % |

| Jahr                | 2023 | 2024    |
| ------------------- | ---- | ------- |
| Anzahl der Personen | 1164 | 1168    |
| Unterschied         |      | +0,34 % |